# SUPER EUROBEAT presents ayu-ro mix 2
《SUPER EUROBEAT presents ayu-ro mix 2》（歐陸舞曲變身舞池 2）是日本歌手濱崎步的混音專輯，2001年9月27日於日本發售。為《SUPER EUROBEAT presents ayu-ro mix》第二個系列。

## 說明
- 本作為《SUPER EUROBEAT presents ayu-ro mix》系列的第二彈。與前作發行間隔約一年半。
- 本作收錄了第14張單曲《vogue》至第22張單曲《Endless sorrow》之間的九首單曲，其第三張原創專輯《Duty》同名曲，共收錄十曲的未發表混音作品。
- 本作另收錄了三首Bonus曲，均為未收錄過的新混音版本。
- 本作發行的初回限定版本，除限定封面及包裝外，另收錄特別曲目，為第23張單曲《UNITE!》的混音版本。
- 此專輯推出首週便登日本公信榜第一名，是濱崎步唯一一張登上公信榜冠軍的混音專輯，可想而知本專輯在日本受歡迎的程度。

## 曲目
- 以下標示「※」為Bonus曲目（初回限定版本、普通版本均有收錄）
- 以下標示「☆」為特別曲目（僅初回限定版本收錄）

1. AUDIENCE "Euro-Power Mix"
2. evolution "Time Is Pop Mix"
3. SEASONS "A Eurobeat Mix"
4. Duty "Power Mind Mix"
5. vogue "Traditional Mix"
6. M "Sweet Heart Mix"
7. NEVER EVER "Eurobeat Mix"
8. Endless sorrow "A Agressive Mix"
9. Far away "ayu-ro Extended Mix"
10. SURREAL "Time A Go-Go Mix"
11. appears "Melodic Extended Mix" ※
12. kanariya "Sweet Mix" ※
13. immature "Power Mix" ※
14. UNITE! "Euro-Power Mix" ☆